# Albert Bendix
Albert Bendix (født 2. maj 1972) er en dansk skuespiller.
Bendix er uddannet fra Statens Teaterskole i 1998. Han debuterede samme år på tv i Strisser på Samsø og var desuden tilknyttet Rialto Teatret. Frem til 1999 optrådte han desuden på Det Danske Teater. Siden 2007 har han studeret ved den amerikanske skuespillerskole William Esper Studio.

## Filmografi
- Den attende (1996)
- Bag det stille ydre (2005)
- Grønne hjerter (2006)

### Tv-serier
- Strisser på Samsø (1997)
- OBLS (2003)
- Nynne (2006)

## Referecer
1. ↑  Skuespillerforbundet: Sceneliv, marts 2007 (Webside ikke længere tilgængelig)